# Venturi LC92
A Venturi LC92 egy Formula–1-es versenyautó, amelyet a Fondmetal tervei alapján a Venturi tervezett és a Larrousse csapat versenyeztetett az 1992-es Formula–1 világbajnokság során. Pilótái Bertrand Gachot és Katajama Ukjó voltak. Az autó ugyan több versenyen ért célba, mint az elődje, de nem volt gyorsabb, és az egész idényben mindössze egy pontot gyűjtöttek.

## Fejlesztése
1991 végén a Larrousse csődöt jelentett, a kasztnigyártó Lola és a motorokat szállító Hart pedig az adósságaik miatt felmondta a szerződéseiket. Hogy a csapat életben maradhasson, Gérard Larrousse eladta a többségi tulajdonát a Venturinak, és leszerződött Robin Herddel és a Fomettel, hogy tervezzék meg az új autójukat, mely az LC92 kódnevet kapta. Újra leszerződtek a Lamborghinivel is, így az ő V12-es motorjaikat használhatták. Gachot maradt a csapat egyik pilótája, a másik ülést pedig Katajama foglalhatta el.

## A szezon
Az idénynyitó dél-afrikai nagydíjon mindkét autó rajthoz állhatott, és bár Gachot baleset miatt kiesett, Katajama a tizenkettedik helyen zárt. Mexikóban mindketten célbaértek, Spanyolországban viszont Katajama nem tudott kvalifikálni a futamra. San Marinóban kettős kiesést könyvelhettek el, Monacóban pedig egy felemás futamot: Gachot egy hatodik hellyel pontot tudott szerezni, míg Katajama a prekvalifikáción se jutott túl. A következő három verseny felejthető volt: mindegyikről kiestek, Kanadában Gachot-t pedig diszkvalifikálták, mert kiugrott a rajtnál. Az idény hátralévő részében is jobbára vagy kiestek, vagy nagyon távol értek célba a pontszerző helyektől.
1992 szeptemberében a Venturi eladta a csapatban meglévő részesedését Rainer Walldorf Comstock nevű cégének. Utóbb kiderült, hogy Walldorf valójában egy körözött bűnöző, bizonyos Klaus Walz, aki megszökött a hatóságok elől és egy kilencórás tűzpárbajt követően végeztek vele a rendőrök.

## Eredmények
| Év   | Csapat                         | Motor              | Gumik | Pilóták         | 1   | 2   | 3   | 4   | 5   | 6   | 7   | 8   | 9   | 10  | 11  | 12  | 13  | 14  | 15  | 16  | Pontok | Helyezés |
| ---- | ------------------------------ | ------------------ | ----- | --------------- | --- | --- | --- | --- | --- | --- | --- | --- | --- | --- | --- | --- | --- | --- | --- | --- | ------ | -------- |
| 1992 | Central Park Venturi Larrousse | Lamborghini LE3512 | G     |                 | RSA | MEX | BRA | ESP | SMR | MON | CAN | FRA | GBR | GER | HUN | BEL | ITA | POR | JPN | AUS | 1      | 11.      |
| 1992 | Central Park Venturi Larrousse | Lamborghini LE3512 | G     | Bertrand Gachot | KI  | 11  | KI  | KI  | KI  | 6   | KIZ | KI  | KI  | 14  | KI  | 18  | KI  | KI  | KI  | KI  | 1      | 11.      |
| 1992 | Central Park Venturi Larrousse | Lamborghini LE3512 | G     | Katajama Ukjó   | 12  | 12  | 9   | NK  | KI  | NPK | KI  | KI  | KI  | KI  | KI  | 17  | 9   | KI  | 11  | KI  | 1      | 11.      |

## Forráshivatkozások
1. ↑  News Feature > The future of Gerard Larrousse as a team owner > F1 Features - Grandprix.com. web.archive.org, 2016. március 3. [2016. március 3-i dátummal az eredetiből archiválva]. (Hozzáférés: 2024. november 6.)
2. ↑  Venturi LC92 • STATS F1. www.statsf1.com. (Hozzáférés: 2024. november 6.)
3. ↑  Archivált másolat. [2016. május 10-i dátummal az eredetiből archiválva]. (Hozzáférés: 2024. november 6.)